# 全国賃貸住宅新聞社
株式会社全国賃貸住宅新聞社（ぜんこくちんたいじゅうたくしんぶんしゃ）は、日本の新聞社。

## 概要
全国賃貸住宅新聞や雑誌『地主と家主』の発行や、賃貸住宅フェアの開催を行なっている。また、毎年「賃貸住宅管理戸数ランキング」を発表している。